# Auguste Nourrit
Pour les articles homonymes, voir Nourrit.
Auguste Nourrit (1805-1853) est un ténor et directeur d'opéra français, frère cadet du célèbre Adolphe Nourrit et fils du ténor Louis Nourrit.

## Biographie
Il débute à l'Opéra-Comique de Paris en 1826 et y reste quelques années, avant de se rendre à La Haye en 1833 pour y diriger le Théâtre français.
Après un bref passage à la Comédie-Française, il dirige le Théâtre d'Anvers en 1836-1837. Au début des années 1840, il effectue une longue tournée aux États-Unis et au Canada : il chante notamment à La Nouvelle-Orléans, à New York, puis à Montréal, Québec et Toronto.
En 1847, il obtient la direction du Théâtre de la Monnaie à Bruxelles mais doit y renoncer en novembre, pour cause de débâcle financière.